# استیو تولتز
استیو تولتز (به انگلیسی: Steve Toltz) (زادهٔ ۱۹۷۲ در سیدنی)، رمان‌نویس استرالیایی و نویسندهٔ رمان‌های «جزء از کُل» و «ریگ روان» و «هر چه باداباد» است.

## زندگی‌نامه
او در دبیرستان کیلارا مشغول تحصیل بود و پس از آن از دانشگاه نیوکاسل به سال ۱۹۹۴ فارغ تحصیل گردید، پیش از اشتغالش به ادبیات در منترال، ونکور، نیویورک سیتی، بارسلونا و پاریس طیف وسیعی از مشاغل همچون فیلمبردار، بازاریاب، نگهبان، گارآگاه خصوصی، معلم انگلیسی و فیلم‌نامه‌نویسی را تجربه کرد.
وی در سال ۲۰۰۵ با زنی نقاش و استرالیایی فرانسوی ازدواج کرد و در سال ۲۰۱۲ اولین فرزندش که یک پسر بود متولد شد.

## آثار
تولتز نخستین رمانش جزء از کل (به انگلیسی: A fraction of the whole) را در سال ۲۰۰۸ منتشر کرد که با استقبال زیادی روبه‌رو شد و همان سال نامزد جایزه بوکر شد که کمتر برای نویسنده‌ای که کار اولش را نوشته پیش می‌آید. با وجود مدت‌زمان کوتاهی که از چاپش گذشته، اکنون به عنوان یکی از بزرگ‌ترین رمان‌های تاریخ استرالیا مطرح است. این رمان تم فلسفی دارد و در بخش‌هایی درگیر ماجراهای پلیسی هم می‌شود. ترجمه این کتاب در ایران توسط نشر چشمه انجام شده‌است. ریگ روان نیز که در سال ۲۰۱۵ منتشر شده‌است همانند «جزء از کل»، بهره گرفته از زمینه‌های فلسفه‌ای در دل داستان‌های اجتماعی است.
رمان دیگر او با نام  هرچه باداباد (here goes nothing) در ۳ مه ۲۰۲۲ منتشر شد.این رمان، همزمان با انتشار جهانی، در ایران نیز منتشر شد.